# Fliegender Teppich

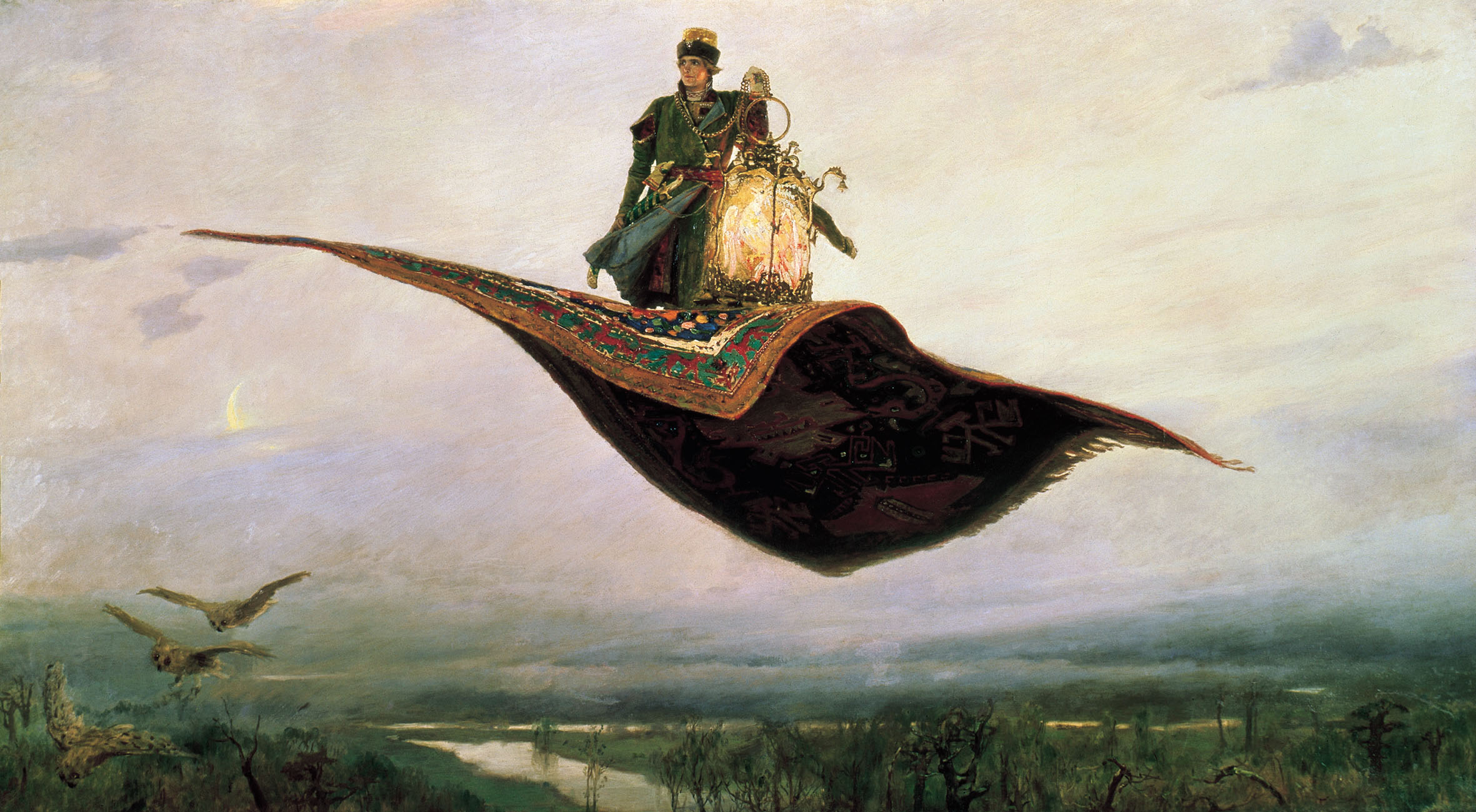
Der fliegende Teppich
(Gemälde von Wiktor M. Wasnezow; 1880;
Beispiel für russische Märchen mit fliegendem Teppich, hier nämlich reist Iwan Zarewitsch)

Ein fliegender Teppich ist ein mythisches Fortbewegungsmittel, das in Europa vor allem mit orientalischen Märchen, speziell den Erzählungen aus Tausendundeiner Nacht in Verbindung gebracht wird. In der Vorstellung handelt es sich üblicherweise um einen Orient- oder Perserteppich.

## Fliegende Teppiche in Tausendundeiner Nacht
Entgegen weit verbreiteter Vorstellung kommen in den Erzählungen aus Tausendundeiner Nacht nur wenige fliegende Teppiche vor. In der Galland-Handschrift, dem ältesten Manuskript der Tausendundeine Nacht, das die ersten 282 Nächte umfasst, werden diese z. B. überhaupt nicht erwähnt. Gleichwohl tauchen einige übernatürliche Fluggeräte im erweiterten Erzählungskomplex auf, beispielsweise in der Übersetzung von Gustav Weil.

### Aladin und die Wunderlampe
In dieser Erzählung lässt Aladin die Prinzessin Bedrulbudur in ihrer Hochzeitsnacht mitsamt ihrem Bräutigam im gemeinsamen Bett entführen und am nächsten Morgen zurückbringen. Das Bett wird dabei vom Geist der Lampe durch die Luft getragen. (Lit.: Weil, 1865) Ein fliegender Teppich kommt in dieser Fassung ursprünglich nicht vor, wohl aber in zahlreichen Adaptionen wie z. B. in dem Disney-Zeichentrickfilm Aladdin von 1992.

### Die Geschichte der messingnen Stadt

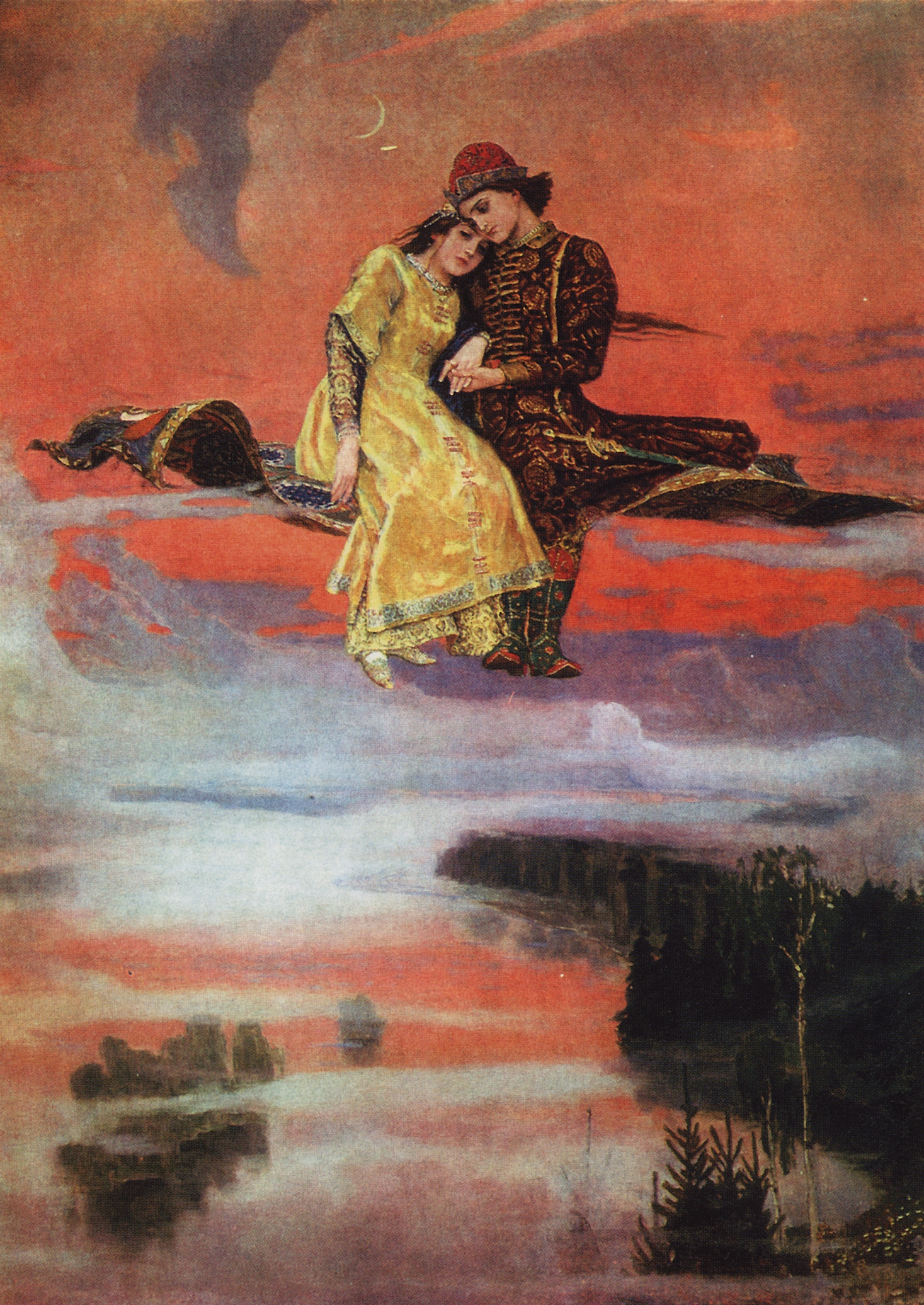
Fliegender Teppich
(Wiktor M. Wasnezow)

In dieser Geschichte wird berichtet, dass Gott dem Wind befohlen habe, für König Salomo einen Teppich „einen Monat lang auf der Hin- und ebensolang auf der Rückreise zu tragen“. Der Beschreibung nach war der Teppich so groß, dass Salomo eine ganze Armee darauf versammeln konnte:
„Er sammelte alsbald Menschen und Geister und Vögel und wilde Tiere, befahl dann dem Löwen, dem König der vierfüßigen Tiere, alle reißenden Tiere aus den Wüsten und Einöden zu versammeln. Er rief dann den Adler, den König der Vögel, und befahl ihm, alle Raubvögel zusammenfließen zu lassen. Seinem Vezier Damuriat erteilte er den Befehl, alle Genien und Teufel und widerspenstigen Geister zu rufen, und Asaf, den Sohn Berahjas, beauftragte er, alle menschlichen Truppen zusammenzubringen. Als alles in unzählbarer Masse sich eingestellt hatte, setzte sich Salomo mit seinen Scharen auf seinen Teppich; die Vögel flogen über ihm und die Menschen und Genien gingen vor ihm her. […] Er selbst schwebte auf seinem vom Winde getragenen Teppiche in der Luft.“ (Lit.: Weil, 1865)

### Die Geschichte des Prinzen Ahmed und der Fee Pari Banu
Der magische Teppich in dieser Geschichte ist zwar ein universelles Transportmittel, das von jedem seiner Besitzer benutzt werden kann, er fliegt aber nicht, sondern teleportiert sich mitsamt den Personen, die auf ihm Platz nehmen, ans Ziel:
„Sie setzten sich beide darauf und kaum hatte der Prinz den Wunsch ausgesprochen, nach seinem Zimmer im Chan versetzt zu werden, so befanden sich beide dort, und zwar ohne im mindesten aus ihrer Lage gekommen zu sein.“ (Lit.: Weil, 1865)

### Der Dieb von Bagdad
Abu, der von weisen Männern beschenkt worden ist, bittet Gott um Vergebung und stiehlt jenen den Teppich, um seinen Freund zu retten. Der Anführer der weisen Alten beobachtet heimlich und wohlwissend lächelnd den letzten Diebstahl Abus, damit die Prophezeiung im Glauben des unterdrückten Volkes an den Erlöser (= Abu) sich erfülle.

## Zeitgenössische Adaptionen und Eingang in die Popkultur
Schon in den frühen Jahren des Films wurde der fliegende Teppich gerne verwendet: In Fritz Langs Stummfilm Der müde Tod (1921) wird dies tricktechnisch so überzeugend dargestellt, dass Hollywood für den Douglas-Fairbanks-Film Der Dieb von Bagdad (1924) diese Szene einkaufte.
Auch Friedrich Wilhelm Murnau experimentierte in Faust – eine deutsche Volkssage (1926) mit einer Art fliegendem Teppich, der eigentlich der Umhang des Mephisto war. Seitdem hat der fliegende Teppich in unzähligen Märchen- und Fantasy-Filmen seinen Platz gefunden.
In dem Comic Asterix im Morgenland (1987) reisen Asterix, Obelix und Troubadix auf einem fliegenden Teppich nach Indien. Der Teppich wird durch die Kraft eines Fakirs zum Fliegen gebracht (siehe Levitation).
In Ralf Königs Comic Der Zauber des Schabbar (2005, Teil 1 von Dschinn Dschinn) fliegen der Damenschuh-Designer Salmonella und sein Freund, der Ifrit (Wüstengeist) Schabbar, mit einem Fliegenden Teppich zum Harem des Kalifen Harun ar Raschid, um Salmonellas Tante einen in einer alten Teekanne eingeschlossenen Liebesdschinn als Geburtstagsgeschenk zu überbringen.
Anfang der 1980er-Jahre entstand ein Kirmeskarussell mit dem Namen „Fliegender Teppich“, bei dem die Fahrgastgondel optisch einem Orientteppich nachempfunden wurde und das gesamte Fahrgeschäft in orientalischem Stil thematisiert wurde. Dieser Fahrgeschäftstyp hält sich bis heute auf Volksfesten und in Freizeitparks.
Von Rainald Grebe gab es 1997 das Lied Der Billiardär. Im Refrain heißt es: „Ich bin immer auf dem Teppich geblieben – doch mein Teppich, der kann fliegen“.

## Varianten
- In dem Kunstmärchen Der kleine Muck von Wilhelm Hauff (1826) nutzt der kleine Muck fliegende Pantoffeln.
- Im europäischen Volksglauben können Hexen auf ihrem Besen fliegen.

## Verwandte Themen
- Verschiedene Militäraktionen trugen den Decknamen Fliegender Teppich, siehe Operation Magic Carpet.